# Heinz Janssen (Politiker)
Heinz Janssen (* 27. Juni 1932 in Bremen; † 12. März 2019) war ein deutscher Politiker der SPD.

## Ausbildung und Beruf
Heinz Janssen besuchte das Gymnasium und erwarb 1950 die Mittlere Reife. Er absolvierte eine Verwaltungslehre. Von 1950 bis 1953 besuchte er die Verwaltungsschule Bremen und 1956 bis 1958 Verwaltungsschule Wuppertal. Janssen legte die Verwaltungsprüfung I und II ab. Er war als Stadtamtmann bei der Stadtverwaltung Remscheid tätig und wurde 1975 gemäß Landesrechtsstellungsgesetz in den Ruhestand versetzt.

## Politik
Heinz Janssen war seit 1965 Mitglied der SPD. 1967 wurde er Mitglied des Unterbezirksvorstandes Remscheid. Von 1969 bis 1971 war er stellvertretender Unterbezirksvorsitzender. Ab 1974 fungierte er als Vorsitzender des Ortsvereins Lennep der SPD. Janssen wurde 1969 Mitglied der Gewerkschaft Öffentliche Dienste, Transport und Verkehr.
Heinz Janssen war vom 26. Juli 1970 bis zum 28. Mai 1980 direkt gewähltes Mitglied des 7. und 8. Landtages von Nordrhein-Westfalen für den Wahlkreis 053 Remscheid.